# Piano d'Erba
Il Piano d'Erba(a volte scritto al plurale: Piani d'Erba) è una piccola pianura di tipo alluvionale, con una superficie di poco più di 150 km², collocata nell'alta Brianza, ai piedi delle Prealpi del Triangolo Lariano, a circa metà strada tra Como e Lecco, e circa ad una trentina di km a nord di Milano; essa è attraversata da nord a sud dal fiume Lambro.

## Caratteristiche
La pianura si colloca tra le propaggini settentrionali delle colline brianzole ed i monti prealpini del Triangolo Lariano. Nell'antichità buona parte della piana era occupata da paludi e da un lago (chiamato dai Romani Lacus Eupili) che il fiume Lambro, nel corso dei millenni, ha progressivamente riempito con i suoi depositi alluvionali, tanto che ora, da un unico specchio lacustre, si sono ormai formati due laghi minori (il Lago di Pusiano ed il Lago di Alserio). All'opera del fiume Lambro si sono inoltre associati i lavori di drenaggio e canalizzazione, compiuti dall'uomo, che hanno lasciato spazio a praterie erbose, inizialmente utilizzate per l'agricoltura e l'allevamento del bestiame. La zona è tuttora soggetta a fenomeni di allagamento, come hanno dimostrato le recenti alluvioni, che sono avvenute negli ultimi decenni.
La piana storicamente ha sempre fatto parte della Diocesi di Milano e del Contado Milanese, attualmente è suddivisa in numerosi comuni (Erba, Albavilla, Alserio, Pusiano, Eupilio e Merone in provincia di Como, di Cesana Brianza, Bosisio Parini e Rogeno in provincia di Lecco) ed è stata per molti secoli un rinomato luogo di villeggiatura della nobiltà e della borghesia milanese, come dimostrano le numerose ville storiche, sparse sul suo territorio.